# N.L. Høyen-medaljen
N.L. Høyen-medaljen är en av Det Kongelige Akademi for de Skønne Kunsters medaljer.
Medaljen utdelas till en person, som har utfört en insats av hög kvalitet inom forskning, uttolkning eller förmedling av de sköna konsterna. Den instiftades 1979, 150 år efter N.L. Høyens utnämning till professor vid Det kongelige Akademi for de skjønne Kunster. Konstnären Frits Gravesen har utformat medaljen.

## Mottagare
- 1984 - Poul Pedersen, Elna Møller, Ole Braunstein
- 1985 - Viggo Clausen, Ole Thomassen
- 1986 - Hans Jørgen Brøndum, Poul Hansen
- 1987 - Holger Schmidt, Robert Dahlmann Olsen
- 1988 - Tobias Faber
- 1989 - Erik Fischer, Hans Erling Langkilde
- 1991 - Per Arnoldi
- 1992 - Arne Karlsen
- 1993 - Hans Edvard Nørregård-Nielsen
- 1994 - Poul Erik Skriver
- 1995 - Else Marie Bukdahl, Hakon Lund, Kjeld de Fine Licht
- 1996 - Troels Andersen, Allan de Waal
- 1997 - Ingen utdelning
- 1998 - Ejner Johansson, Karsten Ohrt, Kim Dirckinck-Holmfeld, Poul Erik Tøjner
- 1999 - Henrik Bramsen, Grete Zahle
- 2000 - Ulla Strømberg, Kjeld Vindum
- 2001 - Charlotte Christensen, Kjeld Kjeldsen, Annemarie Lund, Nils-Ole Lund
- 2002 - Bodil Kaalund, Henrik Sten Møller, Carsten Thau
- 2003 - Torsten Bløndal, Poul Vad
- 2004 - John Hunov, Bente Scavenius, Lars Marcussen, Malene Hauxner
- 2005 - Lene Burkard
- 2006 - Gregers Algreen-Ussing, Mogens Nykjær, Knud Pedersen
- 2007 - Jesper Fabricius, Jan Gehl, Leila Krogh, Jens Kvorning
- 2008 - Merete Ahnfeldt-Mollerup, Steen Estvad Petersen, Rune Gade, Steen Møller Rasmussen
- 2009 - Gertrud Købke Sutton
- 2010 - Mette Sandbye
- 2011 - Mikkel Bogh
- 2012 - Mikael Wivel, Karen Lintrup, Cort Ross Dinesen
- 2013 - Thomas Bo Jensen, Teresa Nielsen
- 2014 - Sanne Kofod Olsen, Hanne Raabyemagle
- 2015 - Lars Dybdahl, Kent Martinussen
- 2016 - Ib Møller, Inge Merete Kjeldgaard
- 2017 - Jan Falk Borup, Flemming Friborg
- 2018 - Jan Haugaard, Gitte Ørskou
- 2019 - Pernille Albrethsen